# Фантанеле (Васлуј)
Фантанеле (рум. Fântânele) насеље је у Румунији у округу Васлуј у општини Пујешти. Oпштина се налази на надморској висини од 145 m.

## Становништво
Према подацима из 2002. године у насељу је живело 153 становника, од којих су сви румунске националности.